# Tripes à la mode de Caen

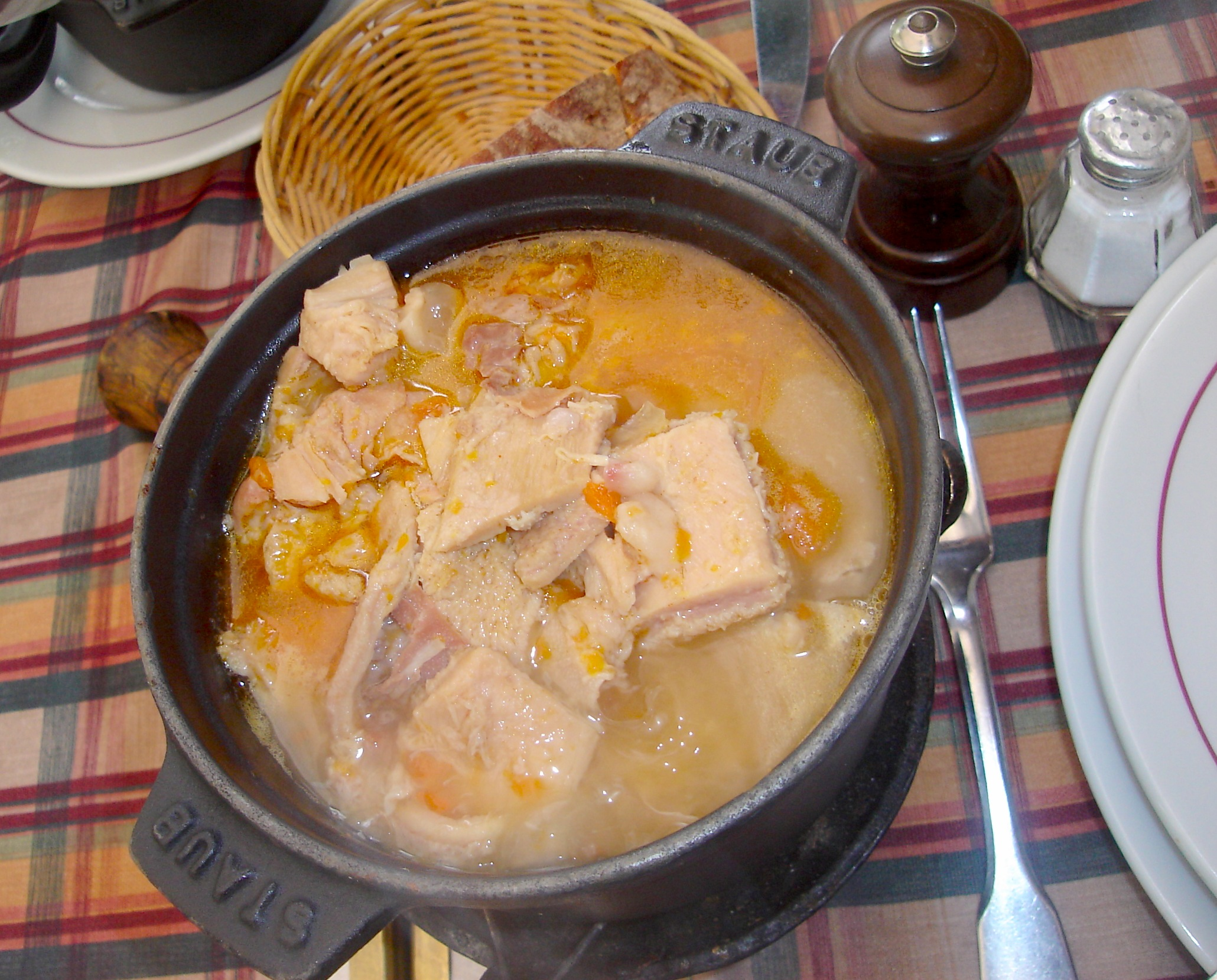
Tripes à la mode de Caen.

Las tripas o callos a la moda de Caen (en idioma francés Tripes à la mode de Caen) son una especialidad gastronómica de la región francesa de Normandía realizada con los cuatro estómagos de la vaca (panza, redecilla, libro y cuajar) y pies deshuesados. 
La mezcla de los estómagos blanqueados y los pies se cuece a fuego lento durante varias horas (hasta 12 horas) en un recipiente de barro denominado tripière cuya tapa se suelda con una mezcla de harina y agua. Ocasionalmente, los callos se acompañan de algunas hortalizas en pequeña cantidad (zanahoria, puerro y apio) y se suele añadir un vaso de calvados.
Existe una hermandad de gastronomía normanda dedicada a la degustación, promoción y protección de esta receta: « La Tripière d’Or » (Confrérie de Gastronomie Normande "La Tripière d'Or").